# Skalní pramen
Skalní pramen je desátý karlovarský minerální pramen. Nachází se na levém břehu řeky Teplé v centru lázeňské části města. Umístěn je u severozápadní strany Mlýnské kolonády, jeho teplota je 45 °C a vydatnost 0,8 litrů/min. Je volně přístupný.

## Historie
Název pramene je odvozen od Bernardovy skály, která kdysi zasahovala až do řeky Teplé. Pod ní bývala tůň nazývaná Koňské lázně, neboť se zde v minulých dobách plavili koně. Pramen tady až do roku 1845 volně vyvěral v řece. Po odlámání části Bernardovy skály byl 20. května 1845 poprvé jímán, a to pomocí 2,85 metrů vysokého dřevěného stojanu, který byl nasazen pod mocnou rohovcovou desku přímo na jeho vyústění. Nad vývěrem byl později zbudován přístřešek. V roce 1850 byl vývěr zařazen k pramenům, které se využívaly i pro pitnou kúru, a přestože neměl vysokou teplotu ani velkou vydatnost, byl velmi oblíbený. Jeho vydatnost roku 1857 poklesla pod jeden litr za minutu a muselo se přikročit k hlubšímu vrtu. V roce 1862 přišla povodeň a během následné regulace toku řeky Teplé v roce 1879 byl pramen poničen.
V roce 1891 v souvislosti s rozšířením Mlýnské kolonády (postavena podle návrhu architekta Josefa Zítka v letech 1871–1881) došlo k odstranění další části Bernardovy skály a bylo sejmuto původní zastřešení vývěru. V roce 1892 byla kolonáda podle původního Zítkova projektu prodloužena o nový pavilon nad vývěr pramene. Odlámání skály umožnilo provedení hlubších vrtů a hlubší jímání. Díky tomu teplota tehdy dosahovala až 63,5 °C (rok 1894).
Průval důlních vod v Královském Poříčí v roce 1902 zapříčinil další snížení vydatnosti pramenu. Musel být ještě několikrát prohlubován a trvalo celých deset let, než se situace zlepšila.

## Současný stav
Přestože pramenní váza je již na promenádní cestě, je Skalní pramen přiřazován k pramenům Mlýnské kolonády. Pramenní váza je chráněna mohutnými sloupy. Za ní je možné vidět část odkrytého skalního masivu, jehož původ je v prvohorách. Pramen je dnes jímán z nitra skály, jeho vydatnost zajišťují dva vrty 20 a 30 metrů hluboké. Existují ještě tři starší vrty, ty jsou však míněny jako záložní. Teplota pramene je 45 °C, vydatnost má 0,8 litrů/min. a obsah CO2 650 mg/litr.